# Carolina Meadows
Carolina Meadows es un lugar designado por el censo ubicado en el condo de Chatham en el estado estadounidense de Carolina del Norte. En el Censo de 2020 tenía una población de 727 habitantes y una densidad poblacional de 712,75 habitantes por km². Fue incluido como CDP en el censo de 2020.

## Geografía
Carolina Meadows se encuentra ubicado en las coordenadas 35°51′35″N 79°01′04″O / 35.85972, -79.01778. Según la Oficina del Censo de los Estados Unidos,  tiene una superficie total de 1,02 km², todos correspondientes a tierra firme.